# Coniella fragariae
Coniella fragariae är en svampart som först beskrevs av Cornelius Anton Jan Abraham Oudemans, och fick sitt nu gällande namn av B. Sutton 1977. Coniella fragariae ingår i släktet Coniella och familjen Schizoparmaceae.   Inga underarter finns listade i Catalogue of Life.